# Langues des îles Andaman

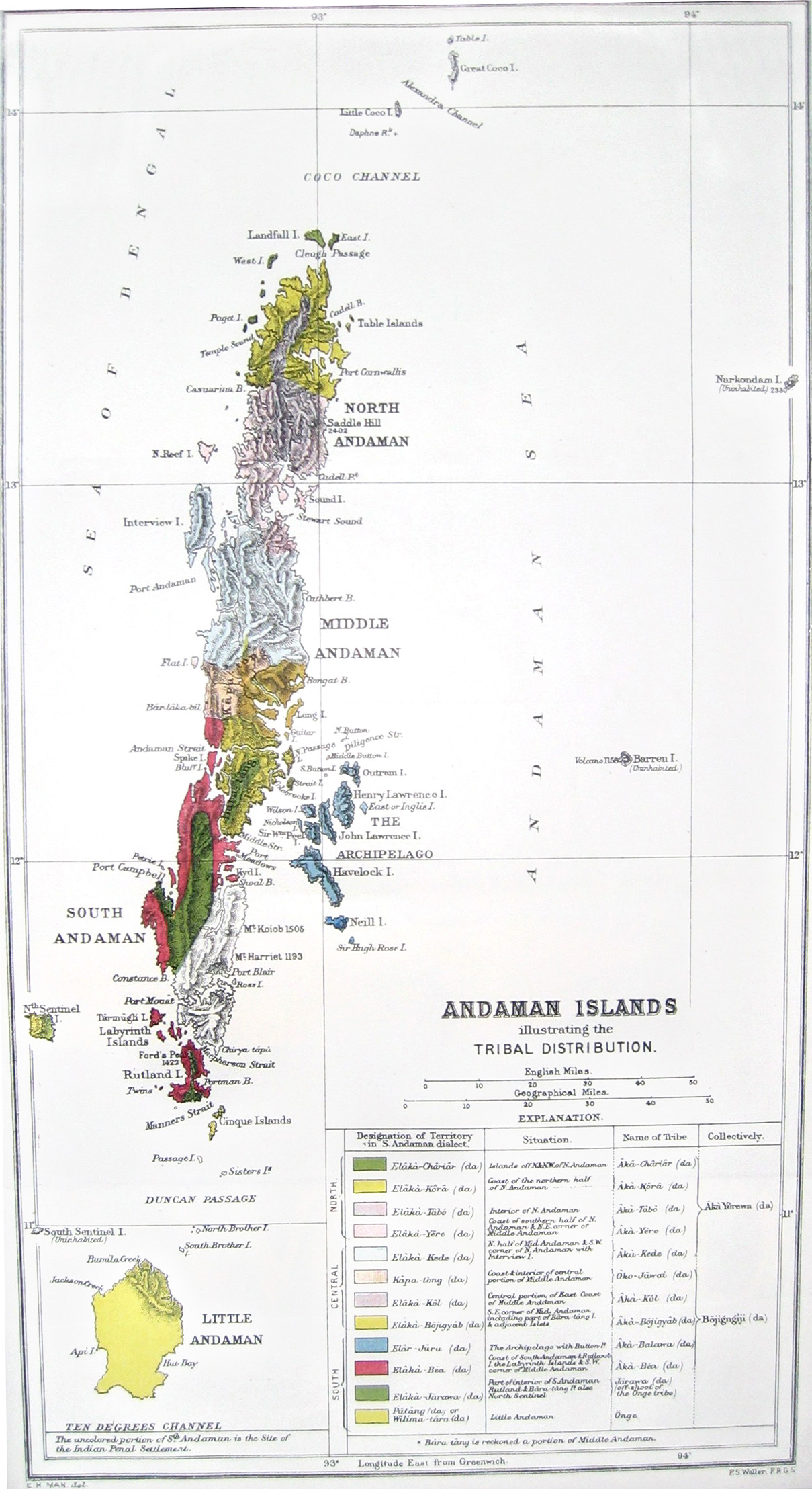
Carte ethnolinguistique des îles Andaman en 1902.

Le consensus dominant parmi les linguistes est de distinguer parmi les différentes langues parlées par les Andamanais autochtones deux familles linguistiques : le grand andamanais et le onge-jarawa. Le sentinelle, parlé par les habitants de l'île éponyme, reste une langue inconnue car leurs locuteurs n'ont eu avec le monde extérieur que des contacts très réduits et généralement hostiles.

## Historique
Les populations indigènes des îles Andaman habitent ces îles depuis sans doute des dizaines de milliers d'années. Durant la plus grande partie de cette période, leurs sociétés et leurs langues n'ont pratiquement pas subi d'influences extérieures. Les puissances maritimes et les marchands d'Asie du Sud et du Sud-Est connaissaient l'existence de ces îles et de leurs habitants, mais les contacts étaient sporadiques et souvent hostiles. En conséquence, on n'a pas de témoignage de ces langues avant le milieu du XVIIIe siècle. À partir des années 1860, l'établissement d'un pénitencier par les Anglais, puis l'arrivée de colons et de travailleurs en provenance du sous-continent indien se traduisent par les premières influences extérieures sur les populations indigènes.
Au début du XXe siècle, la plupart de ces populations s'étaient considérablement réduites. La diversité linguistique a ensuite pâti des métissages. À la fin du XXe siècle, la majorité des langues des Andaman avait disparu. Au début de ce XXIe siècle, il ne reste qu'une cinquantaine d'individus d'origine Grande Andaman. La moitié parle ce qu'on peut considérer comme une forme de grand andamanais, essentiellement de l'aka-jeru et du pucikwar.
Les langues andamanaises méridionales ou onge-jarawa ont survécu surtout grâce au plus grand isolement de leurs locuteurs. Cet isolement est renforcé par une extrême réticence aux contacts avec l'extérieur et une hostilité ouverte envers les étrangers, en particulier chez les Sentinelles et les Jarawas.

## Grammaire
Les langues des Andaman possèdent un système très développé de préfixes et de suffixes. Leur caractéristique la plus remarquable est sans doute un système de classes nominales fondé sur les parties du corps, dans lequel les noms et adjectifs peuvent prendre un préfixe fonction de la partie du corps à laquelle ils sont associés, sur la base de la forme ou de la fonction. Par exemple, le préfixe "aka-" au début du nom de plusieurs langues des Andaman est en fait un préfixe pour les choses ayant trait à la langue.
Il semble que les langues des Andaman ne connaissent que deux nombres cardinaux : 1 et 2.  Elles ont en revanche au moins six nombres ordinaux. On remédie à ce déficit de vocabulaire par des gestes.

## Classification

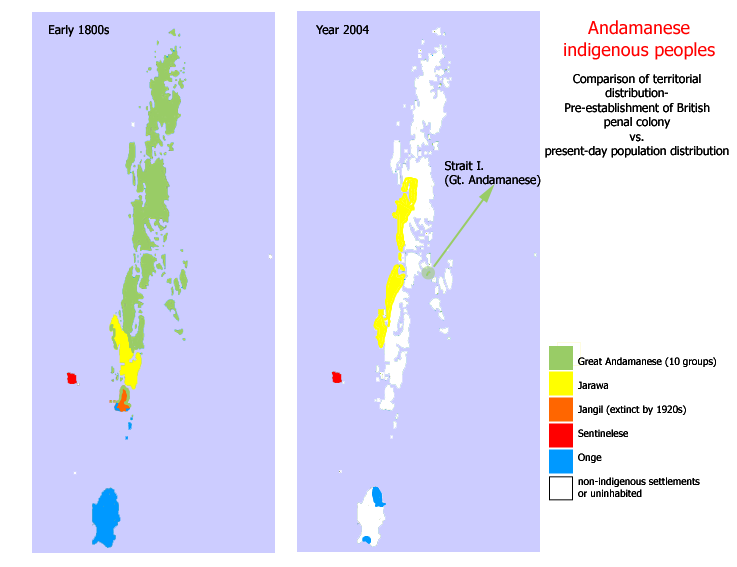
Répartition des langues des Andamans
- Gauche : début des années 1800.
- Droite : en 2004.

On distingue 2 familles, le grand andamanais et l'andamanais méridional ou onge-jarawa, ainsi qu'une langue encore mal connue, le sentinelle. Certains linguistes ont considéré ces langues comme apparentées. Toutefois, les similitudes entre le grand andamanais et l'onge-jarawa sont essentiellement dans la morphologie, mais il y a peu de vocabulaire commun. Des chercheurs comme Joseph Greenberg ont donc émis des doutes sur la validité d'une famille andamanaise. D'autres, comme Timothy Usher, pensent avoir trouvé un vocabulaire commun significatif antre les deux familles.
Les langues des Andaman sont :
- Grand andamanais :
  - Du sud :
    - Aka-bea (éteint)
    - Akar-bale (éteint)

  - Central :
    - Aka-kede (éteint)
    - Aka-kol (éteint)
    - Oko-juwoi (éteint)
    - Pucikwar (éteint)

  - Du nord :
    - Aka-cari (éteint)
    - Aka-kora (éteint)
    - Aka-jeru (36 locuteurs en 1997, bilingues en hindi)
    - Aka-bo (éteint en 2010)

- Andamanais méridional ou onge-jarawa :
  - Onge ou önge (96 locuteurs en 1997)
  - Jarawa ou järawa (270 locuteurs estimés en 2006)

En outre :
- Sentinelle : probablement au moins 50 locuteurs, peut-être jusqu'à 250. La population des Sentinelles est inconnue. Comme les échanges avec les Sentinelles sont extrêmement rares, brefs et en général évités par les gens eux-mêmes, il n'existe pour l'instant aucun ouvrage ou même lexique sur leur langue. Lors des deux occasions connues où des Onge et des Aka-bea ont été emmenés sur l'île Sentinelle du Nord, ils n'ont su reconnaitre aucune des langues parlées par les habitants, bien que les échanges fussent brefs et hostiles. Toutefois, sur la base du peu que l'on sait sur les similitudes culturelles et technologiques et leur proximité géographique, on suppose que l'histoire et la langue des Sentinelles sont plus proches de celle de l'andamanais méridional que du grand adamanais. Joseph Greenberg a suggéré que ces langues, du moins le grand andamanais, étaient apparentées aux langues papoues et de Tasmanie comme membres d'un phylum qu'il appelle "langues indo-pacifiques". Cette thèse n'est pas acceptée par la majorité des linguistes.